# Vichte
Vichte est une section de la commune belge d'Anzegem, en province de Flandre-Occidentale. C'était une commune à part entière avant la fusion des communes de 1977.
Vichte est facilement accessible car la localité se trouve à proximité d'une bretelle d'accès aux autoroutes A14/E17. Une grande partie de son territoire est densément bâti, hormis la zone aux environs du Beukenhof et de la réserve naturelle Steverlynck Noord.

## Démographie

### Évolution démographique
- Sources : INS, Rem. : 1831 jusqu'en 1970 = recensements, 1976 = nombre d'habitants au 31 décembre[2].

## Histoire
La plus ancienne mention de «Vebta» (copie erronée de Vehta) date de 1119. Cette année-là, Lambertus, évêque de Noyon et de Tournai, reconnaît l'église que le chevalier Goswin fit construire sur le terrain nouvellement conquis «Vebta» comme église paroissiale.
Le patronage de l'église appartient aux seigneurs de Vichte, qui l'ont exceptionnellement conservée jusqu'à la Révolution française. Une première chapelle, fondation des moines de l'Abbaye de Saint-Thierry et située de l'autre côté du Kasselrijbeek, fut détruite avant 1119.
Il y avait cinq collecteurs de dîmes à Vichte, dont les seigneurs de Vichte sont les plus grands. Le pasteur possède un tiers de la dîme et la totalité du dîme de lin.
En 1474, la seigneurie possédait un foncier de 120 acres, dont la moitié en forêt, et 56 seigneuries, dont les seigneuries de Croix (ou ter Croes) à Ingooigem et Tiegem, ter Schagen à Anzegem, Sint-Diederik à Vichte, ter Walle à Ingooigem et Otegem et van de Woestijne à Vichte.
La seigneurie villageoise de Vichte dépend du Stenen Man de Audenarde, mais elle s'étend à la fois sur la châtellenie d'Audenarde (fraction de la pointerie principale d'Hemsrode) et sur la châtellenie de Courtrai. Le 'Kasselrijbeek' forme la frontière entre les deux juridictions.
En 1786, Vichte-Oudenaarde couvre 196 acres et Vichte-Kortrijk 127 acres, respectivement 281 et 180 ha. La seigneurie et ses arrières fiefs couvrent presque toute la surface de la paroisse de Vichte. Les autres seigneuries qui ont des terres à Vichte (à la frontière avec Deerlijk) sont ter Plancke et Hoefstrate, l'un des deux seconds fiefs de 'Twee Manshepen' qui est détenu par la cour comtale de Harelbeke, et dont le foyer s'étend largement sur Vichte et Deerlijk.
Jusqu'en 1594, Vichte appartenait à la famille van der Vichte. En raison de dettes croissantes, Filips van der Vichte est contraint de vendre la seigneurie cette année-là au marchand anversois Maarten de la Faille. Après une procédure judiciaire devant le Grand Conseil de Malines, la seigneurie entre en possession de la famille van den Bossche en 1611, qui reprend le nom de van der Vichte. ( En juillet 1678, Isabelle Vandenbossche, douairière de Vaneviche, dame de Vichte, obtient des lettres données à Saint-Germain-en-Laye, lui permettant, à elle et à ses descendants qui seront seigneurs ou dames de Vichte, de porter le nom et les armes de Vichte, au motif que la seigneurie de Vichte est dans sa famille depuis 900 ans). En 1682, la seigneurie du village est achetée par la famille Fourneau, comtes de Cruquembourg, qui vend le château et la cour en 1817 à Jacob Jos Meyers de Zwijndrecht, propriétaire de Zandhoven.
Le château des seigneurs de Vichte a probablement été construit par Goswin van der Vichte, il remonte au XIIe siècle. Le château actuel est d'une date plus récente, il a obtenu son aspect actuel après plusieurs campagnes de construction, notamment en 1597 et 1639. Le parc du château est entouré d'un fossé partiellement comblé et est accessible par un corps de garde qui pourrait dater du XVe siècle. La ferme du château est adjacente au bâtiment d'entrée.
Le seigneur de Vichte exerçait son autorité par l'intermédiaire du bailli qui le représentait. Il convoque le banc des échevins, administre avec lui la seigneurie, rend la justice et veille aux droits du seigneur. Le seigneur pouvait déposer le bailli et en nommer un autre si nécessaire. A la fin du XVIIe siècle, une situation curieuse se présente à Vichte. Après la vente du magnifique château en 1682, il n'est plus habité par le seigneur.
Un résident riche et fils du greffier Frans de Cocq se donne le titre de grand bailli et s'approprie tout le pouvoir. Il construit la ferme dite «Het Schaliënhof» (Deerlijkstraat 21) comme symbole de statut, le centre administratif de la commune passe du château à la ferme.
La nef et la façade ouest du premier édifice religieux, érigé par le chevalier Goswin et construit en pierre de Tournai, ont été conservées dans la «vieille église de Vichte», l'église Saint-Étienne et Saint-Théodoric. Avant 1363, l'église est agrandie de deux bras de transept, créant une église cruciforme. Le chœur date du XVe siècle. Vers 1550, deux nefs sont construites et en 1779 le portail classiciste est ajouté. Les dommages subis pendant la Première Guerre mondiale ont été réparés en 1924-1925 par l'architecte Richard Acke. L'église étant devenue trop petite, un nouveau lieu de culte est construit en 1962, conçu par l'architecte Christ Vastesaeger. Le clocher autoportant de 27 m de haut sera ajouté ultérieurement. L'ancienne église a été restaurée en 1971-1972 selon les plans de l'architecte P.A. Pauwels et se verra attribuer une destination culturelle.
Les émeutes de la seconde moitié du XVIe siècle ont également affecté Vichte. En 1581, la paroisse est pillée presque quotidiennement par les garnisons d'Avelgem et d'Outrijve. La ferme du château est abandonnée et les deux tiers des terres agricoles restent incultes. La guerre de Neuf Ans (1688-1697) cause de nombreux dégâts au village.
Le 22 octobre 1918, Vichte est libéré par la 9e division écossaise, cela ne signifiait pas la fin de la guerre pour les habitants de Vichten, car le lendemain le centre est touché par plusieurs obus, qui, entre autres, endommagent gravement l'église.
Le premier train à Vichte, un train de voyageurs sur la ligne Courtrai-Denderleeuw, s'est arrêté dans la commune le 12 avril 1868. La ligne a été reprise par l'État en 1870 et était également importante pour le transport de marchandises. La gare est supprimée en 1964, mais Vichte reste un point d'arrêt pour les trains sur la ligne Audenarde-Courtrai.
Le tram à vapeur Vichte-Courtrai fonctionne de 1912 à 1942. En 1914 il y a aussi une liaison Vichte-Berchem.
Au début du XXe siècle, Vichte est passée d'une communauté purement agricole avec une industrie de tissage pour les travailleurs à domicile à l'un des centres textiles les plus importants du pays. C'est en partie sous l'impulsion de Joannes Steverlynck, qui a fondé la première entreprise textile en 1875, suivie d'une seconde, lancée par Ivo Bekaert en 1892. Déjà en 1910, il y avait quatre usines de tissage de coton qui employaient ensemble 344 personnes. Un nombre qui augmenta régulièrement jusqu'à 1432 en 1937 et 2411 en 1970. Cela fit de Vichte un centre d'attraction important pour les cols bleus de la région élargie. Il existe actuellement deux zones industrielles à Vichte: une sur Mekeirleweg et Nijverheidslaan et une sur Jagershoek.
A partir des années 1960, le centre du village a radicalement changé. La nouvelle église a été construite en 1962. En 1973, la commune rachète le parc et le château de Beukenhof et l'ouvre au public. En 1975–1976, Rijksweg N 36 est élargi et renouvelé. Au centre, le tracé de la Harelbekestraat et de la Peter Benoitstraat change, qui suit désormais le lit de l'ancienne ligne de tramway, à l'est de l'ancien tracé. La municipalité s'agrandit également avec divers quartiers résidentiels sociaux tels que le Nieuw Centrum (Cottereelstraat/Cardijnstraat), ainsi que la construction de villas, notamment dans la Deerlijkstraat et au cimetière des soldats anglais (Elf Novemberlaan, Lendedreef et rues environnantes).
La commune se caractérise par le grand nombre d'entreprises liées à l'industrie textile, tant au centre du village que sur les principales artères, telles que Beukenhofstraat, Oudenaardestraat et Peter Benoitstraat. Vichte est également le siège de la brasserie Verhaeghe.

Depuis le 1er janvier 1977, Vichte fait partie de la commune fusionnée d'Anzegem, avec Anzegem, Gijzelbrechtegem, Ingooigem, Kaster et Tiegem.

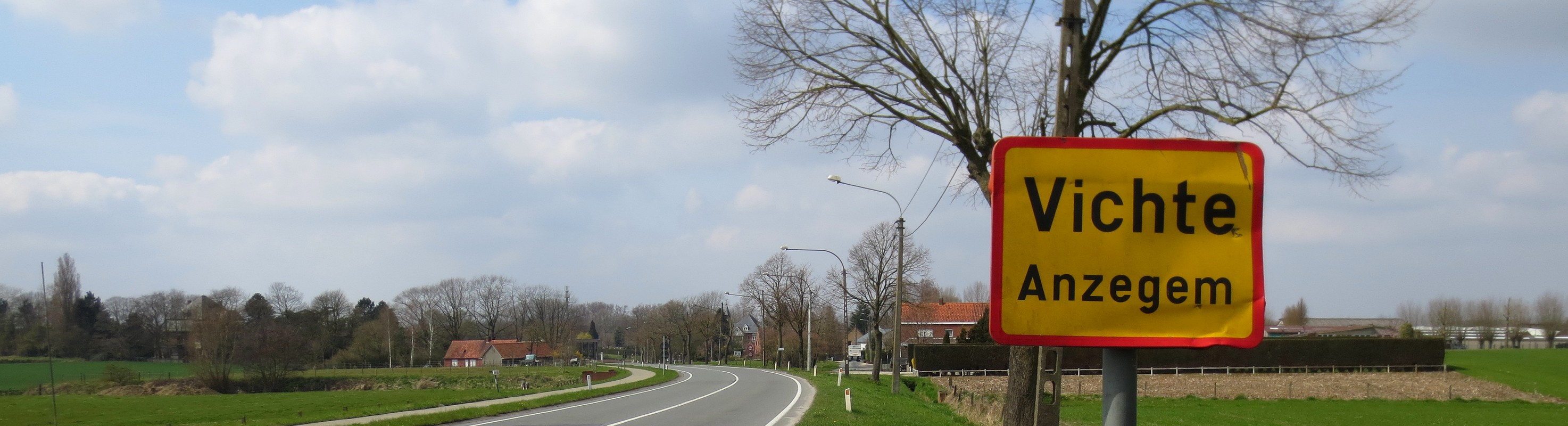
Vichte